# Alabama-Schaufelstör

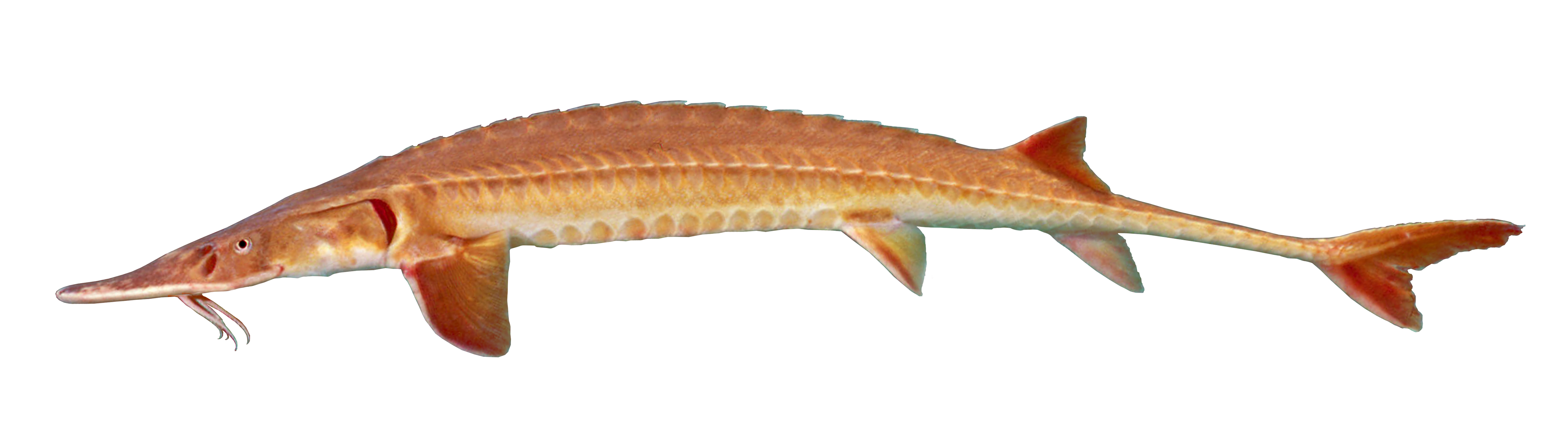
Alabama-Schaufelstör

Der Alabama-Schaufelstör (Scaphirhynchus suttkusi, engl.: Alabama sturgeon) ist vom Aussterben bedrohte Fischart aus der Familie der Störe (Acipenseridae). Sie ist endemisch im so genannten Mobile Basin, unterhalb der Wasserfälle in Alabama, Tombigbee und Cahaba River, in Flussabschnitten mit insgesamt nur 130 mi (210 km) Länge. Der Fisch hat eine charakteristische gelb-orange Farbe und wird bis zu 30 in (76 cm) lang und 2–3 lb (0,9–1,4 kg) schwer. Man geht davon aus, dass die Tiere 12–20 Jahre alt werden. Biologen kennen den Fisch seit den 1950ern/1960ern, aber die Art wurde erst 1991 beschrieben.

## Name
Der deutsche und englische, sowie der wissenschaftliche Name beziehen sich auf das schaufelförmige Rostrum. Scaphirhynchus bedeutet übersetzt „Spatenschnautze“. Der wissenschaftliche Beiname „suttkusi“ ehrt den Ichthyologen und Fischsammler Royal D. Suttkus.

## Merkmale
Der Alabama-Schaufelstör hat große Augen. Die Länge erreicht das 6,5- bis 8,2fache der Kopfbreite, gewöhnlich 2,3–2,6 ft (70–80 cm). Die Störe zeichnen sich aus durch reihig angeordnete Knochenplatten (Scuta) entlang der Seiten und vier Barteln auf der Unterseite des Rostrum. Die Anzahl der seitlichen Knochenplatten hinter den Rückenflossen beträgt 27–32, die dorsalen Knochenplatten 15–21 und die Platten zwischen Afterflosse und Schwanzflossenansatz 7–8. Rücken und der größte Teil von Rücken-, Brust- und Schwanzflosse sind braun-orange. Die Seiten des Körpers an der bauchseitigen Knochenreihe geht ins gelbliche. Bauch, Beckenflossen und der größte Teil der Analflosse sind cremefarben.

## Verbreitung und Lebensraum
Die Art ist endemisch im Mobile Basin in Alabama. Die Artbeschreibung erfolgte anhand von 32 Museumsexemplaren aus Alabama-, Cahaba-, Coosa und oberem Tombigbee River. Burke und Ramsey sammelten 1985 fünf Exemplare im unteren Alabama River. Seit 1993 sind nur drei weitere Tiere im Alabama River gefangen worden, alle flussabwärts des Claiborne Lock and Dam. Der Typenfundort ist der Smith Lake, Monroe County, Alabama.
Die Art bevorzugt tiefe, schnellfließende Gewässer über sandigem oder kiesigem Grund. Williams und Clemmer fanden in den Mägen der Tiere vor allem Insektenlarven. Am 21. März 1969 wurden 12 Exemplare, darunter 2 laichbereite Weibchen an der Mündung des Cahaba River gefangen. Dies deutet darauf hin, dass die Art im späten März bis Anfang April laicht.

## Schutzbemühungen
Anfang der 1990er wurde das erste Mal über einen Schutzstatus nachgedacht, obwohl bereits zu dieser Zeit das Überleben der Art ungewiss war. Schutzmaßnahmen wurden von einer ganzen Reihe von Industriebetrieben abgelehnt, die wirtschaftliche Hindernisse befürchteten. Die Gegner gingen davon aus, dass die Art nicht mehr zu retten oder bereits ausgestorben wäre oder keine eigene Art darstellt. Der U.S. Fish and Wildlife Service unterließ es daraufhin, den Fisch auf die Liste der bedrohten Arten zu setzen. Erst als Ray Vaughan, ein Umwelt-Anwalt in Montgomery (Alabama), den Service beklagte und 2000 den Prozess gewann, wurde der Fish and Wildlife Service verpflichtet, dem Fisch Schutzstatus zu gewähren.
1993 starteten Staats- und Bundes-Biologen ein Erhaltungszuchtprogramm mit gefangenen Fischen. Leider konnten seither nur sechs Exemplare, alles Männchen, gefangen werden. Das letzte Exemplar in Gefangenschaft starb 2002. Im April 2007 wurde ein weiteres Exemplar gefangen. Da dieses Tier auch ein Männchen war, wurde sein Sperma abgenommen, er wurde mit einem Sender ausgestattet und nach der kompletten Genesung wieder ausgesetzt. Leider hat ein Jahr Nachverfolgung nicht zu weiteren Exemplare geführt.
Im Mai 2008 schlug der Fish and Wildlife Service die Einrichtung eines 245 mi (394 km) langen Abschnittes am Alabama River und 81 mi (130 km) langen Abschnittes am Cahaba River als Schutzgebiet vor. Die Flüsse sind an verschiedenen Stellen aufgestaut und die Wasserbewirtschaftung sollte in absehbarer Zeit nicht verändert werden. Im August 2013 veröffentlichte der Fish and Wildlife Service den „Recovery Plan for the Alabama Sturgeon (Scaphirhynchus suttkusi)“. Dazu gehört nun ein Plan für eine Zuchtgruppe und Verbesserungen des Lebensraums durch bauliche Maßnahmen an Claiborne und Millers Ferry Lock and Dams.